# Pantilius tunicatus

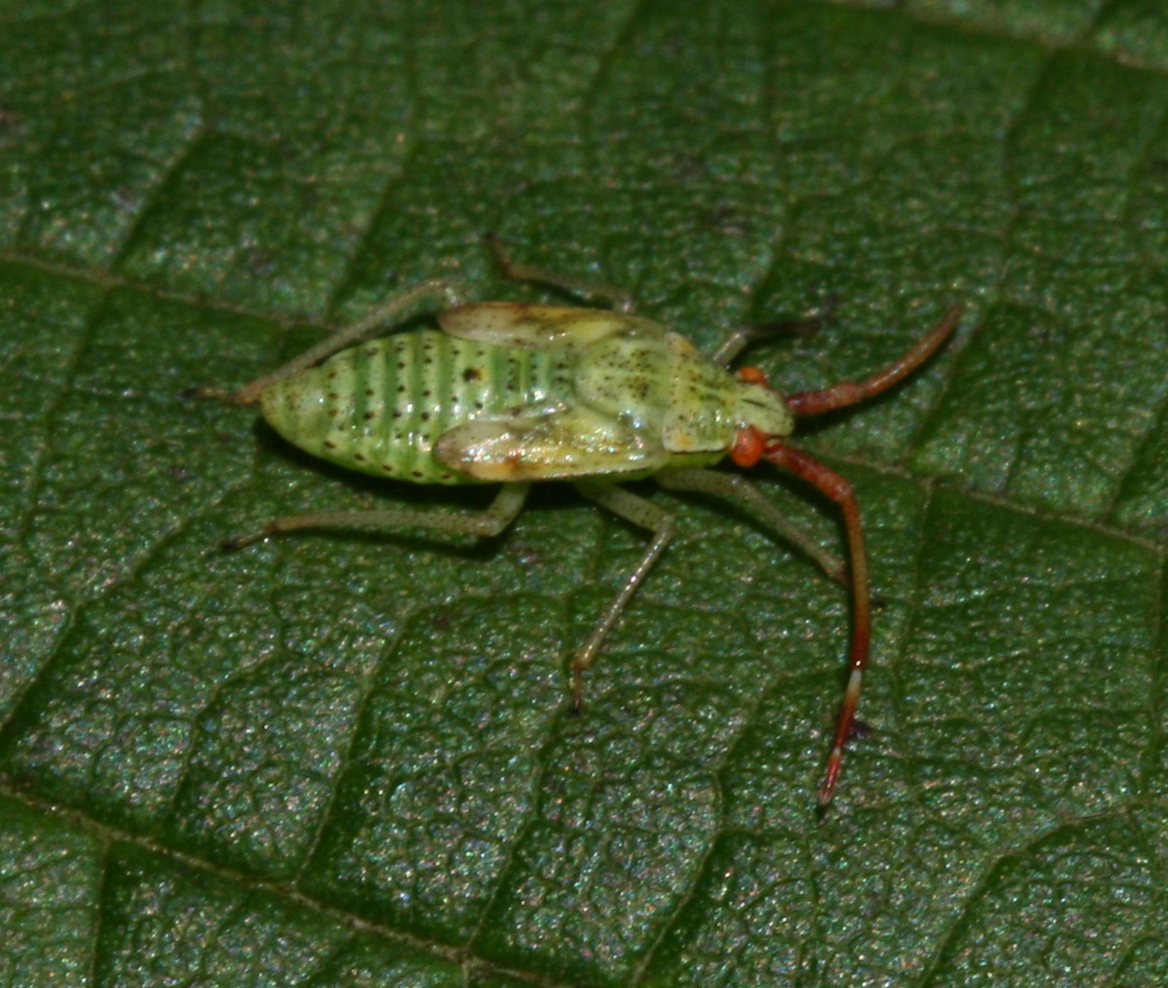
Nymphe

Pantilius tunicatus, auch Erlengast genannt, ist eine Wanzenart aus der Familie der Weichwanzen (Miridae). Sie lebt vor allem an Erlen (Alnus), deswegen wird sie im Deutschen auch Erlengast genannt.

## Merkmale
Die Wanzen werden 8,0 bis 10,2 Millimeter lang. Die Größe, die auffällige Färbung und die Fühler, die kürzer sind als der Körper, machen die Art unverwechselbar. Die Ausdehnung der charakteristischen roten Musterung ist variabel und frisch geschlüpfte Imagines können fast komplett grün sein. Die Imagines sind voll geflügelt (makropter).

## Vorkommen und Lebensraum
Die Art ist von Skandinavien mit Ausnahme des hohen Nordens bis in den nördlichen Mittelmeerraum und östlich nach Sibirien und den Norden Chinas verbreitet. In Deutschland und Österreich ist die Art weit verbreitet und stellenweise häufig. Sie steigt in den Alpen bis über 1500 Meter Seehöhe.

## Lebensweise
Die Wanzen leben an Erlen (Alnus) und Haseln (Corylus), seltener an Birken (Betula) und anderen Laubgehölzen. Sie saugen an den unreifen Reproduktionsorganen der Pflanzen und den jungen Trieben. Die adulten Wanzen können fliegen, tun dies aber nur sehr selten. Die Überwinterung erfolgt als Ei. Adulte Wanzen treten erst ab Mitte August oder gar erst ab September auf. Die Paarung und Eiablage in frische Triebe erfolgt im September und Oktober. Im November kann man noch einzelne Weibchen finden.

## Belege